# Vishva Hindu Parishad
Der Vishva Hindu Parishad (VHP, Hindi विश्व हिंदू परिषद् viśva hindū pariṣad, „Welt-Hindu-Rat“) ist eine religiös-nationalistische Organisation in Indien. Sie zählt sie zu den hindunationalistischen Organisationen, die häufig unter der Bezeichnung Sangh Parivar (Familie der Organisationen) zusammengefasst werden. Die Gründung erfolgte 1964; die der organisationseigenen Miliz Bajrang Dal 1984.

## Ideologie und Funktion
Die Ideologie des VHP lässt sich mit dem Begriff ‚Hindutva‘ zusammenfassen. Erklärtes Ziel des VHP ist es, das Selbstbewusstsein und die Position der Hindus zu stärken, die in der Vergangenheit durch gewaltsame Bekehrungen und Missionierung geschwächt worden sei. Hauptgegner sind hierbei der Islam und in geringerem Maße das (zahlenmäßig in Indien weniger bedeutende) Christentum. Die Buddhisten, Jains und Sikhs werden dagegen als Bestandteile einer größeren Hindu-Gemeinschaft angesehen.
Der Hinduismus – bzw. einzelne Reformorganisationen – begann erst im 19. Jahrhundert mit der Missionierung Andersgläubiger. Dies aufgreifend strebt der VHP die Konversion von (indischen) Christen und Moslems zum Hinduismus an und hat ein entsprechendes Ghar Wapsi (Heimkehr) genanntes Programm aufgelegt.
Die zentrale Rolle bei Gründung spielte der RSS, der religiöse Figuren wie Mönche, Sadhus, Yogis etc. aus der Welt des Hinduismus und seiner Orden versammelte, um eine stärker religiös ausgerichtete Organisation zu gründen, die sich auf die Moral und religiösen Überzeugungen und Sitten der Hindus richtete. Islam, Christentum und Kommunismus werden als die drei dem Hinduismus grundsätzlich fremden Feinde gesehen, VHP-Kampagnen orientieren sich an religiösen Mythen wie dem des Geburtsortes des Gottes Rama. In den achtziger Jahren entsandte der RSS hauptamtliche Funktionäre in den VHP, die organisatorische Aufgaben übernahmen. Über 100 von ihnen wurden selber Sadhus. Der VHP gewann durch Patronage so Einfluss auf die heterogene Szender der Sadhus, denen er auch materielle Angebote machen kann und gründete eigene Sadhu-Gemeinschaften, die nur scheinbar unabhängig sind.
Der VHP versucht durch den Aufbau „kirchenähnlicher Strukturen“ und die Durchsetzung eines Kanons verbindlicher Texte den Hinduismus als Nationalreligion zu vereinheitlichen. und organisatorisch zu vertiefen, beispielsweise betreibt er den Aufbau einer eigenen Universität nach vedischen Prinzipien. Er wurde als „Plattform für die verschiedenen hinduistischen Bewegungen, Schulen und Sekten geschaffen, nicht nur um die Einheit der Hindu-Gemeinschaft, die Ekatmata, zu propagieren, sondern auch, um die Möglichkeit zu schaffen, direkten Einfluss auf diese Gruppen auszuüben“. Ziel ist eine Transformation des Hinduismus und der gesamten indischen Gesellschaft im Sinne und in Richtung der Hindutva-Ideologie, er beansprucht stellvertretend für alle Hindus zu sprechen und zu handeln.
Der VHP hat mittlerweile eine eigene Basis in der Bevölkerung aufgebaut, innerhalb des VHP gibt es Vorstellungen, nach denen Indien nicht allein ein Hindu-Staat gemäß den Vorstellungen der Hindutva-Ideologie sein solle, sondern auch von einer klerikalen Führerschaft theokratisch regiert werden sollte, Vorstellungen die von den verbündeten Organisationen RSS und der Partei BJP nicht geteilt werden. Wiewohl selbst keine Partei, werden Mitglieder des VHP von der BJP als Kandidaten aufgestellt.
Seine uniformierte Jugendorganisation Bajrang Dal (daneben gibt es noch die Frauenorganisationen Durga Vahini und Matru Shakti) zeichnet sich durch besonderen Fanatismus und Gewalttätigkeit aus. Mitglieder dieser VHP-Miliz operieren im Rahmen der staatlich geförderten Kuhschutzbewegung – und das ist ein neues Phänomen – in weiten Teilen Indiens mittlerweile als eine nicht allein geduldete, sondern von BJP-Politikern und BJP-Beamten verdeckt geförderte Ersatzpolizei, die Teil einer neben dem Staat errichteten parallelen Machtstruktur der Hindu-Nationalisten ist.

## Überzeugung durch Gewalt und Einschüchterung
Kennzeichen der Organisation ist eine militante Propaganda, die mit Gewalt und direkter – aufgezwungener – Ansprache zwecks Verhaltenssteuerung verbunden ist.
Der VHP übt Druck auf Dalits aus, die ihre Religion wechseln wollen, um dem Druck höherer Kasten zu entgehen und überzeugt sie zum Hinduismus zurückzukehren. Er stellt sich mittlerweile auch gegen eine althergebrachte hinduistische Organisation wie die – durch Vivekananda gegründete – Ramakrishna-Mission, in denen Jesus Christus seit Gründung als spirituelle Person mitverehrt und Weihnachten traditionell gemeinsam mit Christen gefeiert wird, seine Miliz Bajrang Dal bedroht sowohl die Organisation selbst und verlangt das Abhängen von Christusbildern, wie auch Hindus die dort oder in Kirchen wie gewohnt Weihnachten feiern wollen. Hindus, die es wagen sollten Kirchen zu besuchen würden – so die Ankündigung eines Funktionärs der Miliz in Assam – „brutal zusammengeschlagen“.
Auf Ungnade trifft auch der Brauch junger Pärchen, den Valentinstag für Flirts, Treffen und Spaziergänge zu nutzen, denn der Valentinstag sei nicht mit der indischen Kultur vereinbar und unmoralisch. Mitglieder von VHP und Bajrang Dal schwärmen daher regelmäßig aus um gegen das unindische Treiben zu protestieren, junge Erwachsene zu ermahnen und sie – unter Abgabe von Erziehungsratschlägen – wieder bei ihren Eltern abzuliefern, – oder sie mit Tomaten zu bewerfen und Treffpunkte wie Cafés zu zerstören.
VHP und Bajrang Dal richten sich gegen christliche Minderheiten und Einzelpersonen, denen sie vorwerfen, Hindus mit Zwang, Betrug oder Bestechung zum Christentum zu konvertieren. Es wurden in mehreren hindu-nationalistisch regierten Bundesstaaten Gesetze mit drakonischen Strafen gegen solche – völlig unbewiesenen – „unlauteren“ Konversionen erlassen, gewalttätige Gruppen geführt von Bajrang Dal oder VHP greifen daneben gezielt Versammlungsorte und Privathäuser von Christen oder des Christentums Verdächtiger an und bedrohen oder verletzen ihre Familien. Gegen Moslems werden analoge Vorwürfe angeblicher Zwangskonversion erhoben. Der VHP verlangt, Konversionen indienweit durch ein Zentralgesetz in seinem Sinne zu regeln. Religionswechsel seien generell als eine Form der Gewalt zu betrachten, denn es würden Hindus durch sie von ihrer Kultur entfremdet, Konvertiten sollten von staatlichen Leistungen ausgeschlossen werden. Konversionen in den Hinduismus hingegen seien gar keine Konversion, sondern eine Rückkehr.
Die VHP ist ungeachtet seines Namens kein in irgendeiner Weise autorisiertes Organ der weltweiten Hindu-Gemeinde. Er hat vielfach kommunalistische Aktivitäten unterstützt, oder sogar initiiert, die letztlich in gewalttätigen Ausschreitungen gegen Andersdenkende oder Angehörige anderer Religionsgemeinschaften endeten. So war der VHP maßgeblich an den Vorbereitungen zur Zerstörung der Babri-Moschee 1992 in Ayodhya beteiligt. Er setzt sich für den Wiederaufbau des Ram-Janmabhumi-Tempels an der Stelle der durch eine Kampagne des VHP zerstörten Babri-Moschee ein. Tatsächlich behauptet der VHP, dass tausende von moslemischen religiösen Stätten an die Hindus übergeben werden müssten. Der VHP und seine Miliz Bajrang Dal waren an den anti-moslemischen Unruhen von 2002 im Bundesstaat Gujarat beteiligt sowie ziemlich sicher auch an der 1999 erfolgten Ermordung des australischen Missionars Graham Staines und seiner minderjährigen Söhne. Die gutorganisierten Pogrome an Moslems in Gujarat im Jahre 2002, die 2.000 Tote und zahllose Verbrechen wie Vergewaltigungen, Plünderungen und Vertreibungen zur Folge hatten, setzten mit einer VHP-Demonstration ein, Funktionäre wiesen die Täter auf Ziele hin. Der VHP intensiviert seit Narendra Modis Regierungsantritt auch seine Bemühungen, das Schlachten von Kühen durch Moslems gewalttätig durch Schlägerbanden und selbsternannte Patrouillen zu unterbinden und rechtfertigt explizit die Lynchmorde, die in diesem Zusammenhang vorkommen.

## Auslandsaktivitäten
Die Betreuung der Diaspora der hinduistischen Auslandsinder ist wichtig, weil diese den Organisationen der Hindutva umfangreich spenden, der VHP unterhält in zahlreichen Ländern – darunter auch Deutschland – als Vereine organisierte Außenstellen. Die US-amerikanische Vorwahlkandidatin Tulsi Gabbard besuchte mehrere Konferenzen der Vishva Hindu Parishad of America und erhielt Wahlkampfspenden von Mitgliedern dieser Organisation. Die Organisation gilt als amerikanischer Arm der indischen VHP. 11 Organisationen südasiatischer Migranten nannten den VHP in einem Offenen Brief an Gabbard eine hate group und forderten sie auf, ihre Verbindung zur VHP zu lösen. Es ist dem VHP in den USA gelungen sich als Vertretung der Hindus gegenüber der amerikanischen Gesellschaft zu etablieren.
Der VHP ist mit einem Tempel in Frankfurt am Main auch in Deutschland vertreten.